# سيارات فولغا
تعتبر ماركة ( فولغا ) للسيارات أقدم ماركة لتصنيع السيارات في روسيا حيث تأسست إبان العصر القيصري ثم ذاعت شهرتها إبان العهد السوفياتي حيث تميزت طرازاتها آنذاك بتقنيات متقدمة نافست السيارات الغربية ولكن كان انتشار سيارات فولغا محصورا في دول أوروبا الشرقية وغيرها من دول الكتلة الاشتراكية آنذاك كما نافست ( فولغا ) شقيقتها ماركة ( زيل) المعتمدة لتصنيع السيارات الرسمية والفارهة للمسؤولين الروس ومسؤولي الكتلة الشرقية أما في العهد الراهن عهد الرأسمالية في ظل جمهورية روسيا الاتحادية فقد أعادت ( فولغا ) إنتاج سياراتها وفق طرز حديثة بعد دخولها بشراكة مع شركة رينو الفرنسية التي اشترت 25 % من أسهم شركة جاز المصنعة لماركة ( فولغا ).